# Acalypha delpyana
Acalypha delpyana é uma espécie de flor do gênero Acalypha, pertencente à família Euphorbiaceae.